# Takeda Rintarō

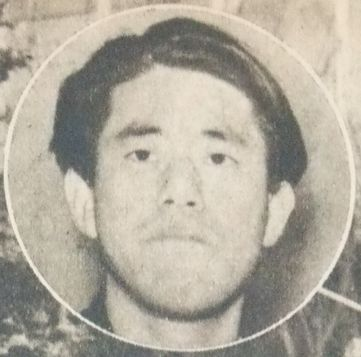
Takeda Rintarō

Takeda Rintarō (japanisch 武田 麟太郎; * 9. Mai 1904 in Osaka, Präfektur Osaka; † 31. März 1946) war ein japanischer Schriftsteller.
Takeda war seit seiner Jugend geprägt von Autoren wie Nagai Kafū. Er gab nach dem Studium verschiedene Literaturzeitschriften heraus und war ein Vertreter der Proletarischen Literatur in der Zeit vor dem Zweiten Weltkrieg. Mit Hayashi Fusao, Kobayashi Hideo und dem späteren Literaturnobelpreisträger Kawabata Yasunari gab er ab 1933 die Zeitschrift Bungakukai heraus. Im Zweiten Weltkrieg arbeitete er als Journalist auf Java. Er verfasste mehrere Romane und zahlreiche Kurzgeschichten und übertrug die Werke Ihara Saikakus in modernes Japanisch. 1946 starb er an den Folgen einer Leberzirrhose.

## Werke
- 1940 Yuki no hanashi (雪の話),
  - „Geschichte vom Schnee“, übersetzt von Christine Groß et al., in: Mondscheintropfen. Japanische Erzählungen 1940-1990, Hrsg. von Eduard Klopfenstein, Theseus, Zürich, 1993, S. 7–16